# Christian Chénard
Pour les articles homonymes, voir Chénard.
Christian Chénard (né à Lévis en 1974, Québec) est un joueur de baseball. Il a évolué pendant 3 ans (2000-2002) pour les Capitales de Québec dans la défunte ligue Northern, maintenant nommée la ligue CAN-AM, ligue professionnelle indépendante. Il est maintenant entraîneur adjoint (entraîneur principal des lanceurs) du Programme Sport-Études Cardinal-Roy Pointe-Lévy. Christian est de parenté éloigné de Georges Maranda dû au fait que Georges Maranda et le père de Christian sont cousins.

## Réalisations
- 2008 : entraîneur des lanceurs des Diamants de Québec LBEQ et superviseur des lanceurs Midget AAA Région de Québec.
- 2007 : entraîneur chef des Condors de Charlesbourg, Midget AAA. 
  - 4e place au championnat canadien,  champion du Québec
- 2006 : entraîneur des lanceurs et entraîneur adjoint du Programme Sport-Études Cardinal-Roy Pointe-Lévy.
- 2006 : lanceur du Big Bill de Coaticook, ligue senior.
- 2005 : lanceur, CIEL FM de Rivière-du-Loup, ligue senior, Championnat des séries ;
- 2003-2004 : joueur/entraîneur-chef, Huskies de Rouen Baseball 76, Rouen France ; 
  - champion de France 2003,  champion coupe d’Europe 2004
- 2000-2002 : lanceur, Capitales de Québec, Ligue mineure professionnelle
  - 2000 : 2v-2d  mpm 2.89
  - 2001 : 2v-2d mpm  4.31
  - 2002 : 4v-1d mpm  2.96
- 1998-2000 : joueur/étudiant, Briarcliffe College (en), New York (junior College)
  - participation à 2 tournois World Series
- 1998 :  Médaille d'argent, Coupe d’Europe, Moscou Russie (représentant les Lions de Savigny-sur-Orge, France);
- 1997 :  Médaille de bronze, Coupe d’Europe, Barcelone Espagne (représentant les Lions de Savigny-sur-Orge, France) ;
- 1996 :  Médaille d'or, Coupe d’Europe, Vienne Autriche (représentant les Lions de Savigny-sur-Orge, France) ;
- 1995 :  médailles d'or, Championnats canadiens (équipe du Québec);
- 1994 :  médailles d'or, Championnats canadiens, Corner Brook Terre-Neuve (équipe du Québec);
- 1994-1995 et 2001 : ABC (Académie de Baseball du Canada)
- 1993-1995 : Junior Élite du Québec : Ambassadeurs de la Rive-Sud (Lévis), Diamants de Québec